# 南岛 (西沙群岛)
南岛（英语：South Island），是西沙群島宣德群岛“七连屿”的一部分，又称“三峙”，地理坐标为北纬16°56'48"，东经112°20'4"，面积0.17平方公里，归属海南省三沙市七连屿管理委员会管辖。目前已经开放七连屿旅游。

## 歷史
- 1996年，中国政府发布关于领海范围的声明，南岛是中国领海基点之一。